# Varabhorn Orde van Verdienste
De Varabhorn Orde van Verdienste,(รัตนวราภรณ์) of "Ratana Varabhorn Order of Merit" werd in 1911 door Rama VI van Thailand ingesteld en is een orde waarmee de Thaise koning persoonlijke verdienste voor de soeverein beloont. De dragers mogen de letters "ร.ว." achter hun naam dragen.
De Varabhorn Orde van Verdienste is een van de meest kostbaar uitgevoerde Thaise onderscheidingen.
De keten is kostbaarder dan de keten van de Orde van Chakri. Het kleinood van deze ridderorde werd met zoveel edelstenen versierd om duidelijk te tonen hoezeer de drager in de koninklijke gunst staat.
Benoemingen in de Orde van Varabhorn zijn uiterst zeldzaam.

## Insignia
De orde kent een enkele graad; die van Ridder. Deze ridders dragen een kostbaar gouden kleinood, in de vorm van een met diamanten ingelegd blauw geëmailleerd medaillon, daarop is het koninklijk monogram afgebeeld, met daaromheen een ring van diamanten, vier drietanden en gouden vlammen. De Thaise kroon boven het medaillon is ook met diamanten versierd.
Het kleinood is met een diamanten gesp die wel wat op een omgekeerd vraagteken lijkt verbonden aan een geel lint met twee blauwe strepen om de hals of aan een keten die afwisselend uit gouden wit geëmailleerde koninklijke monogrammen in het Thaise alfabet en gouden kronen bestaat.
Boven de kroon is een met diamanten versierde opengewerkte zonneschijf met gouden stralen bevestigd.
Het versiersel draagt zoveel diamanten dat het onderliggende goud daardoor vrijwel is bedekt.

## Draagwijze
Men draagt het kostbare versiersel van de orde aan een lint om de hals of aan de keten. De keten wordt alleen bij bijzondere gelegenheden aan het Thaise hof gedragen. Dames mogen het versiersel ook aan een tot strik opgemaakt lint in de kleuren van de orde op de rechterschouder dragen.
Aan deze orde is geen ster of grootlint verbonden.
Aan de orde is een op uniformen te dragen baton in de kleuren van het lint van deze orde verbonden.